# Wilmington (Kent)
Wilmington è un comune ed una parrocchia del distretto di Dartford nel Kent in Inghilterra, e si trova a circa un miglio e mezzo del centro della città di Dartford.

## Amministrazione

### Gemellaggi
Wilmington è gemellato con:
- Bray-et-Lû in  Val-d'Oise